# Betta prima
Betta prima — тропічний прісноводний вид риб з родини осфронемових (Osphronemidae), підродина макроподових (Macropodusinae).
Назва виду походить від латинського primus, що означає «перший».
До того, як вид отримав науковий опис, його помилково ідентифікували як Betta pugnax або B. taeniata. Іноді й досі популяція із В'єтнаму ідентифікується як B. taeniata.
Одні автори зараховують B. prima до групи видів Betta pugnax, інші — до групи видів Betta picta.
Betta prima зі східного Таїланду та з Камбоджі й Betta pallida з південного Таїланду морфологічно практично не відрізняються між собою. Дослідження мітохондріальної COI та ядерної ITS1 послідовностей ДНК показали, що вони практично ідентичні й у генетичному плані. Можливо, вони будуть об'єднані в один вид. З іншого боку, популяція B. prima з півдня В'єтнаму генетично трохи відрізняється від B. prima з Таїланду та Камбоджі, потенційно вона може бути визначена як окремий новий вид.

## Опис
Betta prima — невеликий вид, може досягати розмірів близько 6 см завдовжки. Тіло порівняно струнке, його висота біля початку спинного плавця становить 28,0-31,6 %, а висота хвостового стебла 18,8-20,2 % стандартної (без хвостового плавця) довжини. Голова порівняно довга (34,5-37,2 % стандартної довжини) й трохи загострена.
Спинний та анальний плавці загострені на кінцях, спинний посунутий далеко назад (предорсальна довжина становить 66,2-70,1 % стандартної довжини). В спинному плавці 1 твердий і 8 м'яких променів, довжина його основи становить 10,4-14,0 % стандартної довжини. Довжина основи анального плавця становить близько половини стандартної довжини (49,7-53,5 %), у самців його полотно продовжується приблизно до середини хвостового плавця. Преанальна (до початку анального плавця) довжина становить 48,8-54,8 % стандартної. Анальний плавець має 2 твердих і 23-25 м'яких променів.
Хвостовий плавець округлий, центральні промені в самців бувають трохи витягнуті й надають плавцю загострений вигляд. Грудні плавці округлі, мають по 12-13 променів, їхня довжина становить 18,5-24,4 % стандартної. У черевних плавцях по 1 твердому, 1 простому й 4 розгалужених промені, нитчастий другий промінь може сягати 37 % стандартної довжини.
27-28 бічних лусок, 9½-10½ поперечних лусок на рівні початку спинного плавця.
Тіло світло-коричневе, темніше згори. Три темні горизонтальні смуги проходять уздовж боків, центральна в передній частині проходить через око. Декілька коротких смужок присутні в нижній частині голови. Горло та зяброві кришки із світло-зеленим лиском. Ряди коричневих цяток перетинають спинний плавець. Анальний плавець має бірюзову поздовжню смугу та вузький темний край. Хвостовий плавець безбарвний, іноді з бірюзовим відтінком.

## Поширення
Вид широко розповсюджений у південно-східній частині Таїланду та в сусідніх приморських районах Камбоджі. Відомий також у басейні Меконгу в межах Лаосу та Камбоджі, а ще в південній частині В'єтнаму.
Betta prima зустрічається в болотистих районах, водиться в струмках з повільною течією. Риб ловили серед густих заростей рослин. В одному із середовищ існування в жовтні 1999 року були зафіксовані такі показники води: pH 6,6, електропровідність 180 мкСм/см, температура 25,8 °C. Вода була прозорою, безбарвною. Рідні водойми B. prima зазвичай неглибокі, дно складається з гравію та мулу.
В окремих районах Таїланду для B. prima є загроза деградації середовищ існування, але стан збереження виду оцінюється як такий, що викликає найменше занепокоєння, через доволі великий ареал і присутність цих риб у численних заповідних зонах на території Таїланду та Камбоджі.

## Утримання в акваріумі
Betta prima іноді зустрічається в торгівлі акваріумними рибами. Вид невибагливий, вже був розведений у неволі, але рибки негарні й не користуються популярністю серед акваріумістів.
Як і інші представники роду Бійцівська рибка, цей вид найкраще почувається за досить слабкого освітлення в акваріумі з густою рослинністю. За таких умов забарвлення риб виглядає найкраще. До хімічного складу води В. prima не висуває особливих вимог. Акваріум тісно накривають кришкою й не наповнюють його до верху. Як і всі лабіринтові риби, Betta prima дихає не лише з води, а й з атмосфери, тому над поверхнею має бути шар теплого вологого повітря; а ще ці риби відмінно стрибають.
Годують переважно живими кормами: личинки комарів, дафнії, артемії, трубковик.
Розведення В. prima не є складним, за годівлі різноманітними кормами в акваріумі рано чи пізно з'явиться потомство.
Батьківське піклування полягає в інкубації ікри в роті. Самець виношує потомство 8-10 днів, час інкубації може змінюватися залежно від температури води.
Маючи розмір лише 21 мм, риби вже можуть нереститися.